# Lạng Sơn (provincie)
Lạng Sơn este o provincie în Vietnam.

## Județ
- Lạng Sơn
- Bắc Sơn
- Bình Gia
- Cao Lộc
- Chi Lăng
- Đình Lập
- Hữu Lũng
- Lộc Bình
- Tràng Định
- Văn Lãng
- Văn Quan

1. ↑   (PDF) https://monre.gov.vn/VanBan/Lists/VanBanChiDao/Attachments/3012/b4.1_Signed.pdf Lipsește sau este vid: |title= (ajutor)
2. ↑   https://www.gso.gov.vn/en/px-web/?pxid=E0201&theme=Population%20and%20Employment Lipsește sau este vid: |title= (ajutor)
3. ↑   https://mabuuchinh.vn/ Lipsește sau este vid: |title= (ajutor)
4. ↑   http://postcode.vn/ Lipsește sau este vid: |title= (ajutor)